# 中国人民政治协商会议青海省委员会
中国人民政治协商会议青海省委员会，简称青海省政协或政协青海省委员会，是中国人民政治协商会议在青海省的地方组织机构。

## 历届领导

### 省协商委员会
- 主席：张仲良 → 高峰
- 副主席：扎喜旺徐、马良

### 第一届
- 任期：1955年6月－1959年2月
- 主席：高峰
- 副主席：周仁山、阿热仓、马兴泰

### 第二届
- 任期：1959年2月－1963年12月
- 主席：高峰
- 副主席：朱侠夫、丹德尔、马兴泰、冀春光（1960年4月－）

### 第三届
- 任期：1963年12月－1977年12月
- 主席：杨植霖
- 副主席：冀春光、丹德尔、松布（1965年12月－）、夏茸尕布（1965年12月－）、马乐天（1965年12月－）

### 第四届
- 任期：1977年12月—1983年4月)
- 主席：谭启龙（－1979年9月） → 扎喜旺徐（1979年9月－1981年11月） → 赵海峰（1981年11月－）
- 副主席：冀春光、郭廷藩、张百庵、郭若珍、刘呈云、夏茸尕布、马乐天、郑文卿、苏耀亮、官保加、廖霭庭、方新（1979年9月－）、周龙（1979年9月－）、周崇德（1979年9月－）、桑热嘉措（1979年9月－）、孙增荣（1979年9月－）、杜华安（1981年11月－）、松布（1981年11月－）、郝怀仁（1981年11月－）、戴亚英（1981年11月－）、康建西（1981年11月－）、傅世春（1981年11月－）

### 第五届
- 任期：1983年4月－1988年1月
- 主席：沈岭
- 副主席：方新、张百庵、廖霭庭、松布、戴亚英、傅世春、黄太兴、徐光宗、汪福祥、古嘉赛、韩生贵、希候巴（1984年7月－）、韩应选（1984年7月－）、官却（1986年4月－）

### 第六届
- 任期：1988年1月－1993年1月
- 主席：刘枫
- 副主席：韩应选、陈云峰、廖霭庭、松布、傅世春、汪福祥、古嘉赛、韩生贵、官却、扎喜安嘉、嘉雅

### 第七届
- 任期：1993年1月－1998年1月
- 主席：韩应选
- 副主席：班玛丹增（辞职）、廖霭庭、松布、古嘉赛、韩生贵、扎喜安嘉、程步云、阿嘉·洛桑图旦·久美嘉措、李希竑、马进孝、马元彪（1995年2月－）、卓玛（1996年4月－）

### 第八届
- 任期：1998年1月－ 2003年1月
- 主席：韩应选
- 副主席：程步云、松布、韩生贵、阿嘉·洛桑图旦·久美嘉措、李希竑、卓玛、蔡巨乐、王孝榆、任震宇、岳世淑

### 第九届
- 任期：2003年1月－2008年1月
- 主席：桑结加
- 副主席：蔡巨乐、寻兴才、韩生贵、王孝榆、岳世淑、西纳、刘光中、马福海、鲍义志、蒲文成、仁青安杰、趙啟中

### 第十届
- 任期：2008年1月－2013年1月
- 主席：白玛
- 副主席：赵启中、陈资全、西纳、鲍义志、仁青安杰、李忠保、罗朝阳、韩玉贵、马志伟、马长庆
- 秘书长：吴生业

### 第十一届
- 任期：2013年1月－2018年1月
- 主席：仁青加
- 副主席：陈资全、罗朝阳、鲍义志、仁青安杰、马志伟、马长庆、李选生、张守成、纪仁凤、宗康
- 秘书长：王进

### 第十二届
- 任期：2018年1月－2023年1月
- 主席：多杰热旦（－2022年1月） → 公保扎西（2022年1月－）
- 副主席：王晓勇（－2021年2月）、仁青安杰、马长庆、张守成（－2021年2月）、宗康、杜捷、张文魁、马海瑛、王绚、杜德志、王振昌（2021年2月－）、张晓容（2021年2月－）、马丰胜（2021年2月－）、马吉孝（2022年1月－）、张黎（2022年1月－）
- 秘书长：王进（－2020年1月） → 刘大业（2020年1月－）

### 第十三届
- 任期：2023年1月－
- 主席：公保扎西
- 副主席：仁青安杰、匡湧、王绚、王振昌、张晓容、马丰胜（－2024年12月）、李晓南、田奎、刘大业、赛赤·确吉洛智嘉措、马跃祥
- 秘书长：刘大业（－2024年1月） → 谢宝恩（2024年1月－）